# Casperio Eliano
Casperio Eliano fue un caballero romano nombrado prefecto de la Guardia Pretoriana, el cuerpo de guardaespaldas del emperador del Imperio romano, bajo los flavios.

## Carrera
Durante su vida mantuvo una gran lealtad al emperador Tito Flavio Domiciano, el último perteneciente a la Dinastía Flavia, y tras su asesinato y la negativa del sucesor de Domiciano, Marco Coceyo Nerva a castigar a los responsables, lideró un sitio al palacio imperial con el objetivo de capturar al emperador y obligarle a dictar un edicto en el que ordenara la ejecución de los asesinos. El sitio de Eliano tuvo éxito, y Nerva se vio obligado a acceder a sus peticiones, socavando de gran manera su autoridad. Tras la desaprobación del pueblo que había provocado esta muestra de debilidad, Nerva se dio cuenta de que su posición era insostenible sin el apoyo de un heredero con ascendente sobre el ejército y tres meses después adoptó oficialmente a Marco Ulpio Trajano como heredero. 
Poco después de ello, en enero de 98, Nerva moría por causas naturales. Trajano, que estaba en Colonia, aceptó su nueva posición como líder del Imperio y permaneció algún tiempo estacionado con sus tropas al norte de los Alpes. Dión Casio escribe que: 

"Envió órdenes de eliminar la amenaza que representaba Eliano y los pretorianos."

Los historiadores modernos no se han puesto de acuerdo en cómo interpretar "eliminar". Puede ser que Eliano y los pretorianos fueran ejecutados, pero también podrían haberles jubilado anticipadamente.